# Centropogon scabiosus
Centropogon scabiosus är en klockväxtart som beskrevs av Franz Elfried Wimmer. Centropogon scabiosus ingår i släktet Centropogon och familjen klockväxter. Inga underarter finns listade i Catalogue of Life.